# Sporting-Tavira
L'equip Sporting-Tavira (codi UCI: STA) és un equip de ciclisme portuguès de categoria continental.
El Clube de Ciclismo de Tavira es va crear el 1979 sent un dels equips professionals més antics dels que actualment competeixen.
Al llarg de la seva història ha tingut diferents noms i ha competit en la segona i tercera divisions de l'UCI. A partir de la creació dels circuits continentals, va competir principalment al calendari de l'UCI Europa Tour. Entre els ciclistes que hi han militat hi ha noms com David Blanco o Cândido Barbosa.
De cara el 2016 va arribar un acord amb el Sporting de Portugal per copatrocinar l'equip.

## Principals resultats
- Trofeu Joaquim Agostinho: Rui Duro Aldeano (1989), Juan Carlos Guillamón (1999), Cândido Barbosa (2010), Ricardo Mestre (2011, 2012), Rinaldo Nocentini (2016)
- Tour de Bretanya: José Marques (1990)
- Volta a Bulgària: Krasimir Koev Vasilev (1998)
- Gran Premi Internacional Paredes Rota dos Móveis: David Blanco (2007), Cândido Barbosa (2009)
- Tour de San Luis: Martín Garrido (2008)
- Volta a Portugal: David Blanco (2008, 2009, 2010), Ricardo Mestre (2011)
- Volta a l'Alentejo: David Blanco (2010)

### A les grans voltes
- Giro d'Itàlia
  - 0 participacions
- Tour de França
  - 0 participacions
- Volta a Espanya
  - 0 participacions

## Composició de l'equip
| \| Llista de l'equip 2017 \| Llista de l'equip 2017 \| Llista de l'equip 2017 \| Llista de l'equip 2017 \| \| Ciclista \| Data de naixement \| Equip previ \| \| \| ---------------------- \| ---------------------- \| ----------------------------- \| ---------------------- \| \| Shaun-Nick Bester \| 10 de març de 1991 \| \| \| \| Joni Brandão \| 20 de novembre de 1989 \| Efapel (2016) \| \| \| Jesús Ezquerra \| 30 de novembre de 1990 \| ActiveJet (2015) \| \| \| Luís Felipe Fernandes \| 2 de desembre de 1987 \| W52-Quinta da Lixa (2015) \| \| \| Frederico Figueiredo \| 25 de maig de 1991 \| Rádio Popular-Boavista (2016) \| \| \| Óscar González Brea \| 28 de febrer de 1992 \| Efapel (2015) \| \| \| Mario González Salas \| 6 de juny de 1992 \| ActiveJet (2015) \| \| \| David Livramento \| 18 de desembre de 1983 \| \| \| \| Alejandro Marque Porto \| 23 de octubre de 1981 \| LA Alumínios-Antarte (2016) \| \| \| Rinaldo Nocentini \| 25 de setembre de 1977 \| AG2R La Mondiale (2015) \| \| \| Valter Pereira \| 22 de febrer de 1990 \| \| \| \| Fábio Silvestre \| 25 de gener de 1990 \| Leopard Pro Cycling (2016) \| \| \| \| \| \| \| \| Font: ProCyclingStats \| \| \| \|Nota: Shaun-Nick Bester missing qualifiers by rider |                        |                               |  |
| Llista de l'equip 2017 |                        |                               |  |
| Ciclista | Data de naixement      | Equip previ                   |  |
| Shaun-Nick Bester | 10 de març de 1991     |                               |  |
| Joni Brandão | 20 de novembre de 1989 | Efapel (2016)                 |  |
| Jesús Ezquerra | 30 de novembre de 1990 | ActiveJet (2015)              |  |
| Luís Felipe Fernandes | 2 de desembre de 1987  | W52-Quinta da Lixa (2015)     |  |
| Frederico Figueiredo | 25 de maig de 1991     | Rádio Popular-Boavista (2016) |  |
| Óscar González Brea | 28 de febrer de 1992   | Efapel (2015)                 |  |
| Mario González Salas | 6 de juny de 1992      | ActiveJet (2015)              |  |
| David Livramento | 18 de desembre de 1983 |                               |  |
| Alejandro Marque Porto | 23 de octubre de 1981  | LA Alumínios-Antarte (2016)   |  |
| Rinaldo Nocentini | 25 de setembre de 1977 | AG2R La Mondiale (2015)       |  |
| Valter Pereira | 22 de febrer de 1990   |                               |  |
| Fábio Silvestre | 25 de gener de 1990    | Leopard Pro Cycling (2016)    |  |
| |                        |                               |  |
| Font: ProCyclingStats |                        |                               |  |

## Classificacions UCI

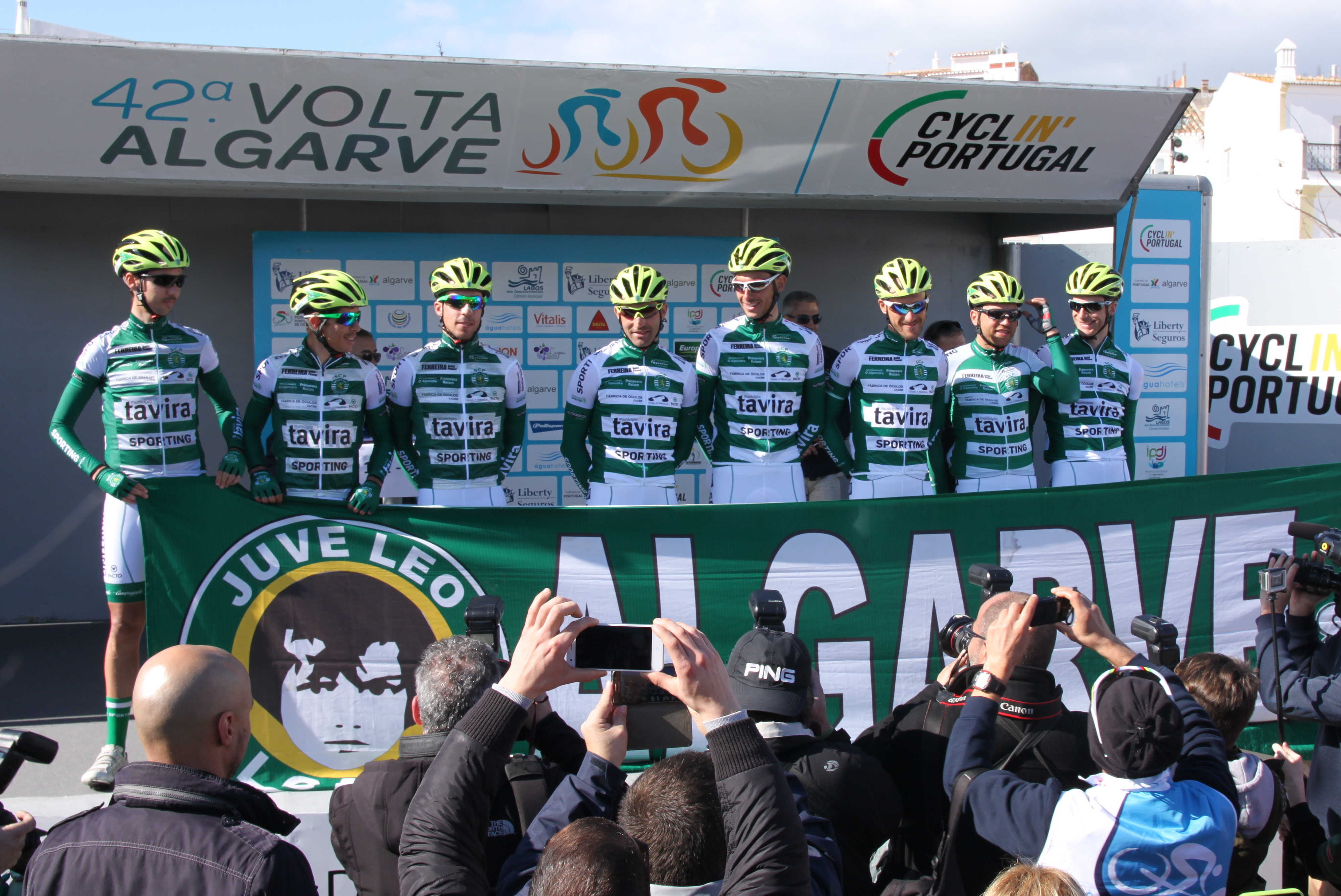
L'equip al 2016

Fins al 1998 els equips ciclistes es trobaven classificats dins l'UCI en una única categoria. El 1999 la classificació UCI per equips es dividí entre GSI, GSII i GSIII. D'acord amb aquesta classificació els Grups Esportius I són la primera categoria dels equips ciclistes professionals. La següent classificació estableix la posició de l'equip en finalitzar la temporada.
| Temporada | Classificació per equips | Millor ciclista en la classificació individual |
| --------- | ------------------------ | ---------------------------------------------- |
| 1995      | 63è                      | Joao Santos (712è)                             |
| 1996      | 62è                      | José Domingo Segado (639è)                     |
| 1997      | 67è                      | Pedro Lopes (1130è)                            |
| 1998      | 62è                      | José Alves Sousa (637è)                        |
| 1999      | 7è (GSIII)               | Juan Carlos Guillamón (615è)                   |
| 2000      | 16è (GSIII)              | José Alves Sousa (854è)                        |
| 2001      | 16è (GSIII)              | Francisco Pérez (862è)                         |
| 2002      | 23è (GSII)               | Danail Andonov Petrov (352è)                   |
| 2003      | 21è (GSII)               | David Blanco (309è)                            |
| 2004      | 7è (GSIII)               | Joaquim Adrego Andrade (327è)                  |

A partir del 2005, l'equip participa en els Circuits continentals de ciclisme. La taula presenta les classificacions de l'equip al circuit, així com el millor ciclista individual.
UCI Àfrica Tour
| Temporada | Classificació per equips | Millor ciclista en la classificació individual |
| --------- | ------------------------ | ---------------------------------------------- |
| 2014      | 14è                      | Manuel António Cardoso (56è)                   |

UCI Amèrica Tour
| Temporada | Classificació per equips | Millor ciclista en la classificació individual |
| --------- | ------------------------ | ---------------------------------------------- |
| 2007      | 38è                      | Krassimir Vasilev (226è)                       |
| 2008      | 19è                      | Martín Garrido (23è)                           |
| 2009      | 32è                      | Martín Garrido (301è)                          |

UCI Àsia Tour
| Temporada | Classificació per equips | Millor ciclista en la classificació individual |
| --------- | ------------------------ | ---------------------------------------------- |
| 2014      | 78è                      | Bruno Matos Sancho (334è)                      |

UCI Europa Tour
| Temporada | Classificació per equips | Millor ciclista en la classificació individual |
| --------- | ------------------------ | ---------------------------------------------- |
| 2005      | 54è                      | Martín Garrido (92è)                           |
| 2006      | 51è                      | Ricardo Mestre (157è)                          |
| 2007      | 52è                      | Martín Garrido (43è)                           |
| 2008      | 38è                      | David Blanco (27è)                             |
| 2009      | 26è                      | Cândido Barbosa (44è)                          |
| 2010      | 25è                      | David Blanco (32è)                             |
| 2011      | 32è                      | Ricardo Mestre (44è)                           |
| 2012      | 64è                      | Alejandro Marque (176è)                        |
| 2013      | 103è                     | Henrique Casimiro (584è)                       |
| 2014      | 94è                      | Manuel António Cardoso (321è)                  |
| 2015      | 104è                     | Manuel António Cardoso (379è)                  |
| 2016      | 64è                      | Rinaldo Nocentini (206è)                       |
| 2017      | 40è                      | Rinaldo Nocentini (96è)                        |

UCI Oceania Tour
| Temporada | Classificació per equips | Millor ciclista en la classificació individual |
| --------- | ------------------------ | ---------------------------------------------- |
| 2010      | 15è                      | André Cardoso (30è)                            |